# Ferrari F2008
Ferrari F2008 — болид, разработанный и построенный командой Ferrari для участия в чемпионате мира по автогонкам в классе Формула-1. Презентация машины состоялась 6 января 2008 года в Маранелло.

Новинку журналистам представляли:
- Стефано Доменикали — глава Gestione Sportiva;
- Альдо Коста — технический директор;
- Жиль Саймон — главный моторист;
- Марио Альмондо — операционный директор;
- Кими Райкконен;
- Фелипе Масса.

## Спонсоры
| - Philip Morris - Fiat - Shell - Alice - Bridgestone | - Etihad - AMD - Martini - Acer - Mubadala |

## Официальные поставщики

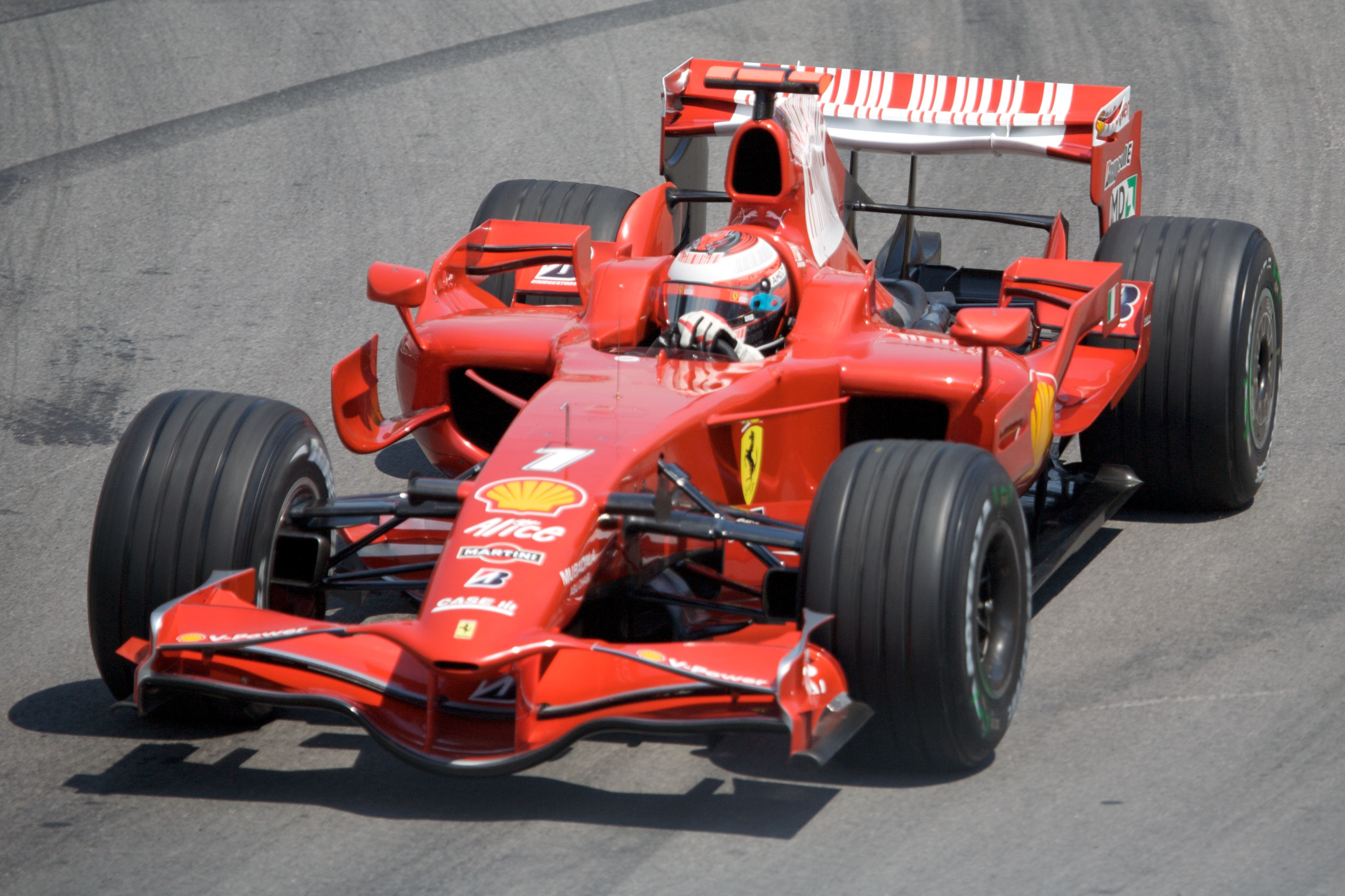
Кими Райкконен на Гран-при Канады 2008 года

| - Magnetti Marelli - Mahle - IIR - SKF - Europecar - Iveco - NGK - Finmeccanica | - Puma - Tata - Brembo - BBS - Selex - Sabelt - TRW Automotive - Microsoft |

## Результаты в чемпионате мира Формулы-1
| Легенда к таблице |                                                                    |
| --- | ------------------------------------------------------------------ |
| В таблице перечислены результаты всех Гран-при Формулы-1, в которых использовался автомобиль. Строками таблицы являются сезоны, столбцами — этапы чемпионата мира. В каждой клетке указаны сокращённое название этапа и результат, дополнительно обозначенный цветом. Расшифровка обозначений и цветов представлена в нижеследующей таблице. |                                                                    |
| \| Пример \| Описание \| \| ------------ \| ------------------------------------------------------------------ \| \| 1 \| Победитель \| \| 2 \| Второе место \| \| 3 \| Третье место \| \| 5 \| Финишировал, заработав очки \| \| Сход \| Не финишировал, но при этом заработал очки \| \| 12 \| Финишировал, не получив очков \| \| НКЛ \| Финишировал, но не попал в финальную классификацию \| \| 15 \| Участвовал вне зачёта, либо по отдельной классификации \| \| 18 \| Не финишировал, но попал в финальную классификацию \| \| Сход \| Не финишировал \| \| НКВ \| Не прошёл квалификацию \| \| НПКВ \| Не прошёл предквалификацию \| \| ДСК \| Дисквалифицирован \| \| ИСК \| Исключён из протокола соревнований \| \| ТТ \| Заявлен для участия только в тренировках \| \| НС \| Участвовал в квалификации, но не стартовал в гонке \| \| Т \| Травмирован или болен \| \| ОТК \| Отказ от участия \| \| НТР \| Прибыл на соревнования, но на трассу не выезжал \| \| НПР \| Был заявлен в числе участников, но не прибыл к началу соревнований \| \| О \| Соревнования отменены \| \| \| Не участвовал \| \| Поул-позиция \| \| \| Быстрый круг \| \| |                                                                    |
| Пример | Описание                                                           |
| 1 | Победитель                                                         |
| 2 | Второе место                                                       |
| 3 | Третье место                                                       |
| 5 | Финишировал, заработав очки                                        |
| Сход | Не финишировал, но при этом заработал очки                         |
| 12 | Финишировал, не получив очков                                      |
| НКЛ | Финишировал, но не попал в финальную классификацию                 |
| 15 | Участвовал вне зачёта, либо по отдельной классификации             |
| 18 | Не финишировал, но попал в финальную классификацию                 |
| Сход | Не финишировал                                                     |
| НКВ | Не прошёл квалификацию                                             |
| НПКВ | Не прошёл предквалификацию                                         |
| ДСК | Дисквалифицирован                                                  |
| ИСК | Исключён из протокола соревнований                                 |
| ТТ | Заявлен для участия только в тренировках                           |
| НС | Участвовал в квалификации, но не стартовал в гонке                 |
| Т | Травмирован или болен                                              |
| ОТК | Отказ от участия                                                   |
| НТР | Прибыл на соревнования, но на трассу не выезжал                    |
| НПР | Был заявлен в числе участников, но не прибыл к началу соревнований |
| О | Соревнования отменены                                              |
| | Не участвовал                                                      |
| Поул-позиция |                                                                    |
| Быстрый круг |                                                                    |

| Год  | Команда | Мотор      | Шины | Пилоты    | 1    | 2    | 3   | 4   | 5   | 6   | 7    | 8   | 9   | 10  | 11  | 12   | 13  | 14  | 15  | 16  | 17  | 18  | Место | Очки |
| ---- | ------- | ---------- | ---- | --------- | ---- | ---- | --- | --- | --- | --- | ---- | --- | --- | --- | --- | ---- | --- | --- | --- | --- | --- | --- | ----- | ---- |
| 2008 | Ferrari | Ferrari V8 | B    |           | АВС  | МАЛ  | БАХ | ИСП | ТУР | МОН | КАН  | ФРА | ВЕЛ | ГЕР | ВЕН | ЕВР  | БЕЛ | ИТА | СИН | ЯПО | КИТ | БРА | 1     | 172  |
| 2008 | Ferrari | Ferrari V8 | B    | Райкконен | 8†   | 1    | 2   | 1   | 3   | 9   | Сход | 2   | 4   | 6   | 3   | Сход | 18† | 9   | 15  | 3   | 3   | 3   | 1     | 172  |
| 2008 | Ferrari | Ferrari V8 | B    | Масса     | Сход | Сход | 1   | 2   | 1   | 3   | 5    | 1   | 13  | 3   | 17† | 1    | 1   | 6   | 13  | 7   | 2   | 1   | 1     | 172  |

† Пилоты не финишировавшие в Гран-при, но классифицированные из-за преодоления 90 % гоночной дистанции.

### Результат в квалификациях
| Пилоты         | 1   | 2   | 3   | 4   | 5   | 6   | 7   | 8   | 9   | 10  | 11  | 12  | 13  | 14  | 15  | 16  | 17  | 18  | Поулы |
| -------------- | --- | --- | --- | --- | --- | --- | --- | --- | --- | --- | --- | --- | --- | --- | --- | --- | --- | --- | ----- |
|                | АВС | МАЛ | БАХ | ИСП | ТУР | МОН | КАН | ФРА | ВЕЛ | ГЕР | ВЕН | ЕВР | БЕЛ | ИТА | СИН | ЯПО | КИТ | БРА | 8     |
| Кими Райкконен | 15  | 2   | 4   | 1   | 4   | 2   | 3   | 1   | 3   | 6   | 6   | 4   | 4   | 14  | 3   | 2   | 2   | 3   | 8     |
| Фелипе Масса   | 4   | 1   | 2   | 3   | 1   | 1   | 6   | 2   | 9   | 2   | 3   | 1   | 2   | 6   | 1   | 5   | 3   | 1   | 8     |